# ملعب ماكرون
ملعب ماكرون (بالإنجليزية: Macron Stadium)‏ (سابقاً:ملعب ريبوك (بالإنجليزية: Reebok Stadium)‏) هو ملعب كرة قدم في بولتون بإنجلترا. اُفتُتح عام 1997 ، يتسع الملعب إلى 28 الف متفرج.